# Flintstonowie
Flintstonowie, pierwotnie w Polsce pod tytułem Między nami jaskiniowcami (ang. The Flintstones) – amerykański serial animowany opowiadający o przygodach 2 rodzin jaskiniowców: Flintstonów i Rubble’ów. Serial jest oparty na sitcomie The Honeymooners – pierwowzorze polskich Miodowych lat. W Polsce, animację po raz pierwszy wyświetliła telewizja TVP, w latach 70.
Na podstawie serialu wydano grę wideo The Flintstones: The Treasure of Sierra Madrock.

## Fabuła
Akcja serialu toczy się w prehistorycznym mieście o nazwie Skalisko. Głównymi bohaterami filmu są: rodzina Flintstonów – Fred, pracownik kamieniołomu, jego żona Wilma, córka Pebbles, ich „psozaur” Dino, i rodzina Rubble’ów – Barney, Betty, ich syn Bamm-Bamm oraz ich „hopagur” o imieniu Hoppy.

## Filmy fabularne
- Flintstonowie (1994),
- Flintstonowie: Niech żyje Rock Vegas! (2000).

## Obsada głosowa
- Alan Reed – Fred Flintstone
- Mel Blanc –
  - Barney Rubble,
  - Dino,
  - różne role
- Jean Vander Pyl –
  - Wilma Flintstone,
  - Pebbles Flintstone,
  - różne role
- Bea Benaderet –
  - Betty Rubble (serie 1-4),
  - różne role
- Gerry Johnson –
  - Betty Rubble (serie 5-6),
  - różne role
- Don Messick  –
  - Bamm-Bamm Rubble,
  - Hopuś,
  - Arnold,
  - różne role
- John Stephenson –
  - pan Łupek,
  - różne role
- Verna Felton –
  - Pearl Slaghoople (sezony 1-3),
  - różne role
- Janet Waldo –
  - Pearl Slaghoople (sezony 3-6),
  - różne role
- Harvey Korman –
  - Wielki Gazoo,
  - różne role